# Обинн, Джеффри
Дже́ффри Оби́нн-Обе́нг (швед. и англ. Jeffrey Aubynn-Obeng; родился 12 мая 1977 года в Гётеборге) — шведский футболист, левый крайний полузащитник. В 2023 году работает в клубе «Эргрюте» главным тренером.

## Характеристика
Рабочая нога Обинна — левая. Чаще всего выступал на позиции левого крайнего полузащитника, иногда играл в нападении и в конце карьеры играл центрального полузащитника. Томми Сёдерберг и Ларс Лагербек называли сильными сторонами Обинна технику, скорость и готовность идти в обводку.

## Клубная карьера
Воспитанник клуба «Гуннильсе» из Гётеборга. В 1996—1997 годах играл за первую команду клуба во второй по уровню лиге. С 1 октября 1997 года до начала апреля 1998 года был во второй команде «Баварии», выступавшей в Региональной лиге «Юг». В начале апреля 1998 года перешёл в «Хальмстад», выступавший в лиге Аллсвенскан. 22 июля 1998 года дебютировал в еврокубках: в выездном первом матче первого отборочного раунда Лиги чемпионов против болгарского клуба «Литекс» Обинн вышел на замену на 73-й минуте игры вместо Артима Шакири, «Хальмстад» проиграл со счётом 0:2. В 2000 году «Хальмстад» стал чемпионом Швеции. В победном чемпионате Обинн 11 раз выходил в стартовом составе и 3 раза — на замену, забил 2 гола.
По окончании сезона-2000 срок контракта Джеффри с «Хальмстадом» истёк, и Обинн на правах свободного агента перешёл в «Эргрюте», вернувшись в родной Гётеборг. В «Эргрюте» играл под руководством Эрика Хамрена. Срок контракта Обинна с «Эргрюте» истекал в ноябре 2003 года. Летом 2003 года клуб предложил футболисту новый договор сроком ещё на 2 года, но 25 июля 2003 года Обинн подписал контракт сроком на 2 года с датским клубом «Орхус». 1 августа 2003 года клубы согласовали сумму перехода, и уже 3 августа 2003 года Джеффри вышел в стартовом составе «Орхуса» в игре Суперлиги против «Норшелланна». Не смог закрепиться в составе «Орхуса» и 25 января 2005 года перешёл в стокгольмский «Хаммарбю».
Срок контракта Обинна с «Хаммарбю» истекал по окончании сезона-2007, продлить контракт футболист отказался, и в начале февраля 2007 года главный тренер Тони Густавссон и руководство клуба объявили Обинну, что рассчитывают на других футболистов. В первом туре Аллсвенскан-2007 Тони Густавссон выпустил Обинна на 85-й минуте игры, во втором — на 90-й, после этого не выпускал. 15 мая 2007 года Джеффри Обинн перешёл в норвежский клуб «Олесунн», подписав контракт сроком с 1 июля до 31 декабря 2007 года с зарплатой около 150 тыс. крон в месяц. В первом же матче за «Олесунн» (2 июля против «Русенборга») забил гол. В 11-ти играх Типпелиги забил 5 мячей, отдал 3 голевые передачи и помог «Олесунну» остаться в высшей лиге.
7 декабря 2007 года подписал контракт сроком на 2 года с «Мальмё». В 2010 году Джеффри Обинн во второй раз стал чемпионом Швеции. В победном чемпионате 10 раз выходил в стартовом составе и столько же — на замену, забил 1 гол и отдал одну голевую передачу. В квалификации Лиги чемпионов 2011/12 сыграл в трёх матчах. 1 марта 2012 года на правах свободного агента подписал контракт сроком на 2 года с ГАИСом, вновь вернувшись в Гётеборг. 26 июня 2013 года объявил, что по окончании сезона-2013 завершает игровую карьеру и переходит на тренерскую работу в молодёжную команду ГАИСа.

## Карьера в сборных
В 1996—1999 годах провёл 7 матчей за молодёжную (до 21 года) сборную Швеции.
В январе 2001 года Ларс Лагербек и Томми Сёдерберг включили Джеффри Обинна в состав национальной сборной Швеции на товарищеский турнир «Кубок короля Таиланда». В первых двух матчах турнира Обинн не играл, а в третьем (14 февраля 2001 года с командой Катара) вышел в стартовом составе на позиции единственного нападающего и на 76-й минуте игры был заменён на Фредрика Берглунда, матч закончился со счётом 0:0. 6 ноября 2001 года тренеры вызвали Обинна на товарищескую встречу с Англией вместо травмированного Фредрика Юнгберга. В матче, состоявшемся 10 ноября 2001 года на стадионе «Олд Траффорд», Джеффри не вышел на поле.
16 октября 2002 года сыграл в товарищеской встрече с Португалией, выйдя на замену на 74-й минуте игры вместо Йёргена Петтерссона. Ларс Лагербек использовал Обинна в матчах ежегодных январских турне (в которых участвуют только футболисты клубов Северной Европы) в 2006 и 2007 годах.

## Тренерская карьера
В 2017 году работает тренером команды «Мальмё» до 17 лет.

## Достижения
- Чемпион Швеции (2): 2000, 2010

## Вне поля
Имеет ганские корни.